# جائزة بلجيكا الكبرى 2015
جائزة بلجيكا الكبرى 2015 (بالإنجليزية: 2015 Belgian Grand Prix)‏ هو سباق فورمولا 1 أقيم بتاريخ 23 أغسطس 2015 في حلبة دي سبا فرانكورشومب، ستافيلو، بلجيكا. كان الحادي عشر من أصل 19 في بطولة العالم لسباقات الفورمولا واحد موسم 2015.